# Pietro Martire Vermigli
Pietro Martire Vermigli (8 de setembre de 1499, Florència - 12 de novembre de 1562, Zúric) fou un teòleg italià protestant.

## Biografia
Pietro Vermigli nasqué en el si d'una família acomodada, fill d'Antonio Vermigli i Maria Fumantina. Fou batejat com a Piero Mariano, i més endavant prengué el nom de Pietro Martire en honor de Sant Pere Màrtir en el moment de la seva ordenació en l'Orde de Sant Agustí.
Després d'estudiar al monestir agustinià de Fiesole, Vermigli fou traslladat el 1519 al monestir de San Giovanni di Verdara, a Pàdua, on es graduà el 1527. Fou allà on conegué el futur cardenal Reginald Pole. Més endavant es convertí en predicador a Brescia, Pisa, Venècia i Roma. En aquell període aprengué grec i hebreu. El 1530 fou escollit prior del monestir de Spoleto i el 1533 del convent de San Pietro ad Aram a Nàpols.
Fou en aquella època, sobretot per la influència de Juan de Valdés, que s'interessà en les idees de la Reforma protestant i llegí els comentaris sobre els Evangelis i sobre els psalms de Martin Bucer i el De vera et falsa religione de Huldrych Zwingli.
A causa del seu enfocament de les doctrines reformades, Vermigli fou acusat d'heretgia i el virrei espanyol de Nàpols li va prohibir predicar. Aquesta prohibició es retirà sobre la base d'una apel·lació davant de la Santa Seu, però el 1541 Vermigli fou transferit a Lucca, on començà a aixecar sospites de nou.
Emplaçat a comparèixer davant d'un tribunal de l'orde a Gènova, Vermigli fugí el 1542 a Pisa, i més tard a Florència, juntament amb un altre reformador italià, Bernardino Ochino.
Tots dos abandonaren poc després Itàlia, Ochino es dirigí a Ginebra, i Vermigli a Zürich, i més tard a Basilea, i finalment a Estrasburg. Fou nomenat professor de teologia i es casà amb Caterina de Dammartin de Metz.

### A Anglaterra
El 1547 Ochino i Vermigli foren convidats a Anglaterra per l'arquebisbe Thomas Cranmer amb l'oferta d'una pensió de l'estat de 40 marcs. L'any següent Vermigli obtingué la càtedra de professor de divinitat a la Universitat d'Oxford, succeint el famós Richard Smith. El 1549 prengué part en una gran controvèrsia sobre l'Eucaristia, on abandonà la doctrina luterana de consubstanciació i adoptà la posició d'una presència real relacionada amb la fe dels que reben l'Eucaristia. Vermigli influenciat profundament per la mateixa posició que Cranmer i Nicholas Ridley exercí una profunda influència àdhuc en les modificacions del 1552 al Llibre d'Oració Comuna. Amb la pujada al tron de la catòlica Maria I d'Anglaterra Vermigli fugí d'Anglaterra. La seva primera dona, tanmateix, que havia mort a Oxford el 17 de febrer del 1553, fou desenterrada i jutjada per heretgia. El cadàver no es cremà perquè no pogueren trobar evidències probatòries, atès que, com informaren els testimonis, no entenien bé el que afirmava, essent que s'expressés en una llengua estrangera. Les seves restes foren retrobades després de l'arribada al torn d'Elisabet I i per prevenir una nova profanació, s'uniren a la suposada relíquia de Santa Fridesvida.

### D'Estrasburg a Zuric
Vermigli tornà de nou a Estrasburg, on, després d'haver superat l'oposició causada pel seu abandó de la doctrina luterana, fou renomenat professor de teologia. El 1556, tanmateix, es veié obligat a acceptar, a causa de la creixent oposició dels luterans, una càtedra d'hebreu a Zuric. Després fou convidat a Ginebra, el 1557, i un altre cop a Anglaterra el 1561, però declinà totes dues invitacions. Vermigli morí a Zuric el 12 de novembre del 1562.